# Герасимёнок, Ирина Александровна
Ири́на Алекса́ндровна Герасимёнок (6 октября 1970, Москва, СССР) — российский стрелок, серебряный призёр Олимпийских игр. Заслуженный мастер спорта России.
Дочь Александра Герасимёнка (1933—2019) — заслуженного мастера спорта СССР по стрельбе, участника Олимпийских игр 1964 года.

## Карьера
На Олимпиаде в Атланте Ирина выиграла серебряную медаль в стрельбе из винтовки с трёх положений, уступив лишь сербке Александре Ивошев, которая установила олимпийский рекорд.
На чемпионате мира в 1994 году Герасимёнок выиграла золото, два серебра и бронзу.